# Вільяррубіо
Вільяррубіо (ісп. Villarrubio) — муніципалітет в Іспанії, у складі автономної спільноти Кастилія-Ла-Манча, у провінції Куенка. Населення — 255 осіб (2010).
Муніципалітет розташований на відстані близько 85 км на південний схід від Мадрида, 65 км на захід від Куенки.

## Демографія
Динаміка населення (INE ):